# Blepisanis cincticollis
Blepisanis cincticollis är en skalbaggsart som beskrevs av Aurivillius 1925. Blepisanis cincticollis ingår i släktet Blepisanis och familjen långhorningar.
Artens utbredningsområde är Kenya. Inga underarter finns listade.